# 锡加勒
锡加勒（法語：Sigale，法語發音：[siɡal]）是法国滨海阿尔卑斯省的一个市镇，位于该省西部，属于尼斯区。

## 地理
锡加勒（43°52'20"N, 6°57'52"E）面积5.62 平方千米，位于法国普罗旺斯-阿尔卑斯-蓝色海岸大区滨海阿尔卑斯省，该省份为法国东南部沿海省份，南濒地中海，西南至瓦尔省，西北接上普罗旺斯阿尔卑斯省，北部和东部与意大利接壤。
与锡加勒接壤的市镇（或旧市镇、城区）包括：艾格兰、屈埃布里、罗凯斯泰龙、普罗旺斯地区拉罗克、萨拉格里丰。

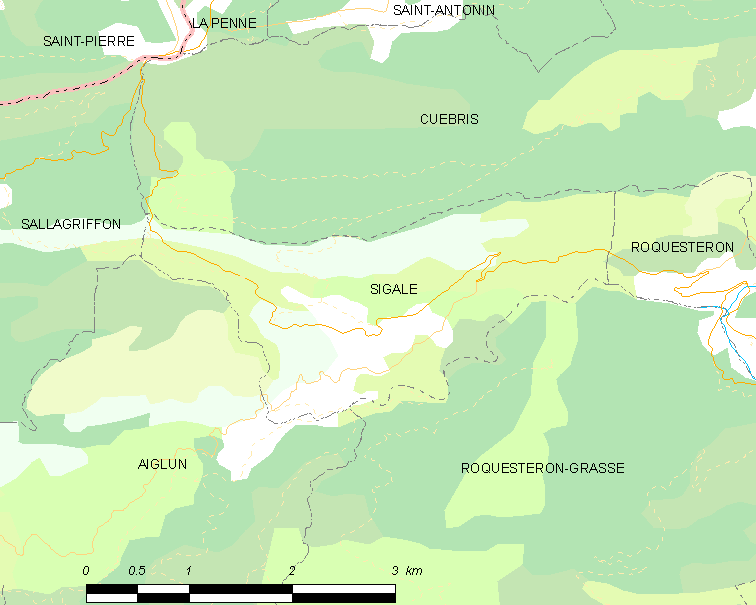
锡加勒的OSM定位图

锡加勒的时区为UTC+01:00、UTC+02:00（夏令时）。

## 行政
锡加勒的邮政编码为06910，INSEE市镇编码为06135。

## 政治
锡加勒所属的省级选区为旺斯县。

## 人口

1962-2008年间锡加勒人口变化图示

锡加勒于2022年1月1日时的人口数量为202人。